# NGC 7538
NGC 7538, gần Tinh vân Bong Bóng nổi tiếng hơn, nằm trong chòm sao Tiên Vương. Nó nằm cách Trái Đất khoảng 9.100 năm ánh sáng. Đây là nơi có tiền sao lớn nhất được phát hiện, kích thước gấp khoảng 300 lần so với Hệ mặt trời. Nó nằm trong xoắn ốc Perseus của Dải ngân hà và có lẽ là một phần của phức hợp Cassiopeia OB2. Đây là một khu vực của ngôi sao hoạt động sự hình thành bao gồm một số nguồn phát sáng gần IR và hồng ngoại xa. Các sao trong NGC 7538 chủ yếu có khối lượng thấp sao trước chuỗi chính s.

## Tham khảo

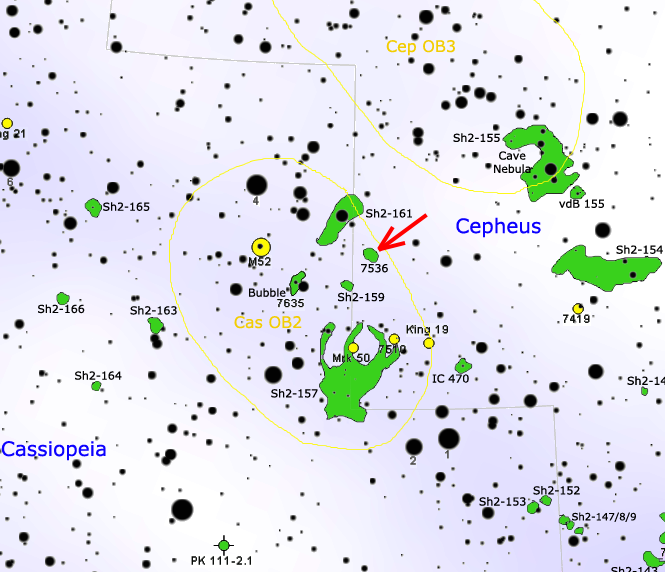
Bản đồ hiển thị vị trí của NGC 7538 (Roberto Mura)